# Трогон синьоголовий
Трогон синьоголовий (Trogon caligatus) — вид птахів родини трогонових (Trogonidae).

## Поширення
Вид поширений в Центральній Америці та на північному заході Південної Америки від Мексики до Еквадору. Мешкає у тропічний і субтропічних лісах.

## Опис
Птах завдовжки до 23 см. У самців голова і верхня частина грудей блакитні, спина - зелена, внизу стає синішою. Бліда біла лінія відокремлює груди від помарнчево-жовтої нижньої частини. Підхвіст білий з чорною межею, а крила чорні з білими смугами. Повне кільце для очей жовтого кольору. Самиця схожа на самця, але має темно-сіру спину, голову та груди та неповне біле кільце навколо очей. 